# Cistanche
Cistanche é um género botânico pertencente à família Orobanchaceae.

## Espécies
- Cistanche afghanica
- Cistanche allochroa
- Cistanche ambigua
- Cistanche armena
- Cistanche calotropidis
- Cistanche christisonioides
- Cistanche compacta
- Cistanche deserticola
- Cistanche fissa
- Cistanche hybrida
- Cistanche lanzhouensis
- Cistanche laxiflora
- Cistanche mauritanica
- Cistanche mongolica
- Cistanche phelypaea
- Cistanche ridgewayana
- Cistanche rosea
- Cistanche salsa
- Cistanche sinensis
- Cistanche tubulosa
- Cistanche violacea